# 공충
공충(孔忠, ? ~ ?)은 춘추 시대의 사상가 공자(孔子)의 조카이자 제자로, 자는 자멸(子蔑)이며, 노(魯)나라 곡부(曲阜) 사람이다.
공자의 형 공맹피(孔孟皮)의 아들이다.